# Robert-Joseph Mathen
Robert-Joseph Mathen (Aubange, 30 december 1916 - Namen, 19 januari 1997) was een Belgisch geestelijke en een bisschop van de Rooms-Katholieke Kerk. Hij was bisschop van Namen van 1974 tot 1991. 
Mathen studeerde aan het Collège Saint-Joseph de Virton, alvorens aan het seminarie te gaan studeren. Hij studeerde filosofie aan het Leo XIII-seminarie in Leuven, gevolgd door theologie aan het grootseminarie in Namen. Hij werd op 25 augustus 1940 tot priester gewijd. Hij studeerde vervolgens theologie aan de Katholieke Universiteit Leuven. Hij was kapelaan in de kathedraal van Namen en vervolgens in de parochie Saint-Martin in Aarlen. Hij werd pastoor van Turpange en in 1960 pastoor-deken van Aarlen. Tegelijkertijd gaf hij  les aan het grootseminarie in Namen en vervolgens aan het Lycée Royal d’Arlon en aan het Institut Sainte-Marie Médiatrice in Athus.
Op 15 maart 1974 werd Mathen benoemd tot bisschop-coadjutor van Namen en tot titulair bisschop van Tituli in Numidia. Hij werd op 3 mei 1974 tot bisschop gewijd. 
Op 24 juni 1974 werd Mathen benoemd tot bisschop van Namen. Hij was de opvolger van André Marie Charue. 
Op 25 februari 1990 aanvaardde paus Johannes Paulus II het ontslag van Mathen, met ingang van de aanstelling van zijn opvolger. Mathen ging op 7 februari 1991 met emeritaat. Hij werd opgevolgd door André-Mutien Léonard.
Hij overleed als gevolg van een longontsteking op 19 januari 1997 en werd op 23 januari begraven in de kathedraal van Namen. 